# Mohd Nazrulerwan Makmor
Mohd Nazrulerwan bin Makmor (Johor Bahru, 4 maggio 1980) è un ex calciatore malese, di ruolo difensore.

## Caratteristiche tecniche
Era un difensore centrale.

## Carriera

### Club
Ha cominciato a giocare al Melaka. Nel 2005 è passato al Selangor. Nel 2006 si è trasferito al PKNS. Nel 2007 è stato acquistato dal KL Plus. Nel 2009 si è trasferito al FELDA United. Nel 2011 è passato al Pahang. Nel 2012 è stato acquistato dal Johor FA, con cui ha concluso la propria carriera nel 2013.

### Nazionale
Ha debuttato in Nazionale il 18 giugno 2007, nell'amichevole Malesia-Cambogia (6-0). Ha partecipato, con la Nazionale, pur senza mai scendere in campo, alla Coppa d'Asia 2007. Ha collezionato in totale, con la maglia della Nazionale, una presenza.

## Statistiche

### Cronologia presenze e reti in Nazionale
| Cronologia completa delle presenze e delle reti in nazionale ― Malaysia | Cronologia completa delle presenze e delle reti in nazionale ― Malaysia | Cronologia completa delle presenze e delle reti in nazionale ― Malaysia | Cronologia completa delle presenze e delle reti in nazionale ― Malaysia | Cronologia completa delle presenze e delle reti in nazionale ― Malaysia | Cronologia completa delle presenze e delle reti in nazionale ― Malaysia | Cronologia completa delle presenze e delle reti in nazionale ― Malaysia | Cronologia completa delle presenze e delle reti in nazionale ― Malaysia |
| Data                                                                    | Città                                                                   | In casa                                                                 | Risultato                                                               | Ospiti                                                                  | Competizione                                                            | Reti                                                                    | Note                                                                    |
| ----------------------------------------------------------------------- | ----------------------------------------------------------------------- | ----------------------------------------------------------------------- | ----------------------------------------------------------------------- | ----------------------------------------------------------------------- | ----------------------------------------------------------------------- | ----------------------------------------------------------------------- | ----------------------------------------------------------------------- |
| 18-6-2007                                                               | Shah Alam                                                               | Malaysia                                                                | 6 – 0                                                                   | Cambogia                                                                | Amichevole                                                              | -                                                                       | 78’                                                                     |
| Totale                                                                  |                                                                         | Presenze                                                                | 1                                                                       |                                                                         | Reti                                                                    | 0                                                                       |                                                                         |